# Alexitimia
La alexitimia designa la incapacidad de hacer o corresponder las acciones con las emociones, así como también otras características sintomáticas que se asocian a ella, definidas por la clínica médica. Es ésta una entidad nosográfica que describe rasgos de personalidad a partir del tratamiento de enfermedades psicosomáticas, así como de adicciones y depresión, sin dejar fuera los trastornos de las conductas alimentarias de una población más amplia, lo que le da una dimensión trascendente para el ámbito psicológico en su perspectiva preventiva.
Las manifestaciones alexitímicas nucleares son cuatro, según explica Pedinielli (1970) en una de las primeras obras aparecidas en
francés sobre la cuestión:
1. La incapacidad para expresar verdaderamente las emociones o los sentimientos.
2. La limitación de la vida imaginaria.
3. La tendencia a recurrir a la acción para evitar y solucionar los conflictos.
4. La descripción detallada de los hechos, de los síntomas físicos, actividad del pensamiento orientada hacia preocupaciones concretas.

La alexitimia tiene como factor central un problema de la función simbólica, es decir, la incapacidad para expresar la dimensión inconsciente en palabras, ensueños y fantasías. Por estas características, es solamente a través de la somatización como el sujeto (d)enuncia y puede dejar aparecer su estado emocional.
El término alexitimia es un acrónimo formado a partir de las raíces de las palabras griegas α- (a-): 'a' restrictiva, es decir, "no"; λέξις (lexis): "habla/palabra" y θυμός (zümós): "emoción/mente". El sustantivo λέξις a su vez proviene del verbo λέγω, que significa "leer". La alexitimia tiene el sentido, pues, de "incapacidad para leer o expresar los sentimientos".
Se trata de un trastorno mental muy extendido entre la población: afecta a una de cada siete personas. En particular, la alexitimia se manifiesta en el 85 % de los afectados por trastornos del espectro autista.
Aunque se trata de un padecimiento descrito generalmente en la literatura especializada como de carácter psicológico, los neurólogos han observado en los pacientes alexitímicos, anomalías en una zona cerebral cuya función sería la de vincular el crisol de las emociones con la zona que toma conocimiento de estas emociones, las analiza y las formula. Los que padecen el daño, en lugar de mostrar una actividad cerebral adaptada a la intensidad emotiva de la situación, como es el caso normal, manifiestan una actividad o demasiado débil o demasiado intensa, que perturba la apreciación justa de la experiencia emocional.

## Causas
La alexitimia se caracteriza por una deficiente 'mentalización' de las emociones: las sensaciones corporales aparecen escasa o nulamente asociadas a estados mentales. Es verosímil que sus causas hayan de buscarse en los primeros años de la infancia. El niño pequeño, que no posee todavía estados mentales jerarquizados y asociados a conceptos o palabras, aborda el mundo de las emociones por intermedio de su cuerpo. En un estado posterior, los sentimientos de deseo o de cólera se manifiestan también mediante sensaciones somáticas. Más tarde, llega la edad en que resulta necesario ordenar ese conjunto de sensaciones orgánicas en un todo coherente, aprender que los otros experimentan cosas parecidas y encontrar un código común para identificarlas, tanto en uno mismo como en los demás, para poder convertirse en un ser social y reflexivo. Los padres desempeñan un papel importante en esta evolución, canalizando con sus palabras las sensaciones físicas hacia la mentalización, esto es, hacia la adscripción de etiquetas a esas sensaciones, que servirán para identificarlas y comunicarlas. Estos intercambios lingüísticos es probable que sean determinantes para la formación de amplios repertorios de sensaciones asociadas a palabras o a pensamientos.
También a su vez, quienes padecen de Alexitimia mantienen una posición agresiva hacia su entorno pero más aún hacia ellos mismos, ya que al no poder verbalizar sus sentimientos tienen la tendencia a sentirse inútiles y anhedónicos, también algunos lo representan con narcisismo laboral, en la que nadie en su trabajo es mejor, tendencia a ser dictador, se hace intimidar con sus pares.
En el cerebro infantil, la información pasa desde los centros de percepción de las emociones (el sistema límbico) hasta los centros de categorización, de reflexión, de lenguaje y de percepción auditiva (la corteza).
Si los padres, por una razón cualquiera (depresión, personalidad frágil, inestabilidad emocional o incluso alexitimia) no le aportan al niño suficientes indicaciones verbales sobre las emociones que experimenta, este puede encontrarse falto de palabras, reflejo de la pobreza de sentimientos identificados.
Es probable que más adelante se refiera sistemáticamente a sus sensaciones corporales, sin lograr que la sensación tenga acceso al nivel de los estados mentales, del córtex, del lenguaje, muchas veces es asintomático a pesadillas, ya que el individuo no sabe reaccionar a sentimientos diarios y el cuerpo reacciona de forma conjunta a un mal dormir.
La alexitimia es un constructo hipotético que puede describirse como la dificultad para verbalizar estados afectivos y diferenciarlos de sensaciones corporales; falta de capacidad introspectiva, y tendencia al conformismo social y a las conductas de acción frente a situaciones conflictivas (R. Sivak, 1997). La alexitimia es inicialmente observada en pacientes con trastornos psicosomáticos, en la actualidad se le relaciona con toxicomanías, trastornos de la conducta alimentaria, psicopatías y estrés postraumático, y constituye un factor de vulnerabilidad somática frente a situaciones de sobrecarga psíquica.
En la década de los 1970, P. Sifneos y J. Nemiah, observaron en pacientes psicosomáticos una dificultad para expresar sus estados afectivos con palabras, así como para diferenciar sensaciones corporales de afectos. Lo consideraron una perturbación cognitivo–afectiva, que denominaron alexitimia (del griego a: “falta”; lexis: “palabra”, thymos: “afecto”), que significa literalmente “ausencia de verbalización de afectos”. Se refiere a un estilo cognitivo caracterizado por inhabilidad para verbalizar sentimientos y discriminarlos, por el cual el sujeto presenta una tendencia a la acción frente a situaciones conflictivas.
Otra de sus causas podrían ser traumas.

## Relación entre alexitimia y síndrome de Asperger
La interacción entre la alexitimia y el síndrome de Asperger es un área que requiere atención especial. A pesar de ser condiciones distintas, se ha observado una prevalencia notablemente alta de alexitimia en individuos con Asperger. Esta correlación destaca la necesidad de implementar estrategias específicas enfocadas en mejorar la capacidad de estas personas para identificar y expresar sus emociones. Abordar estos desafíos emocionales compartidos es crucial para el desarrollo de intervenciones efectivas que beneficien a individuos dentro del espectro autista, mejorando su calidad de vida y sus interacciones sociales. 